# Irfan Bachdim
Irfan Bachdim (Amsterdam, 11 augustus 1988) is een Indonesisch-Nederlands profvoetballer die bij voorkeur als middenvelder speelt. Bachdim debuteerde in december 2010 in het Indonesisch voetbalelftal.

## Clubcarrière
Irfan Bachdim groeide op in Mijdrecht. Zijn vader is een Javaan met de Indonesische nationaliteit, terwijl zijn moeder Nederlandse is. Bachdim begon te voetballen in de jeugdopleiding van AFC Ajax. Bij de D-junioren speelde hij samen met spelers als Gregory van der Wiel, Jeffrey Sarpong en Diego Biseswar. Uiteindelijk wist hij tussen 1999 tot 2001 bij Ajax niet door te breken en verkast na drie jaar naar hoofdklasser SV Argon. Bij Argon, waar hij ondanks het feit dat hij als middenvelder speelde, werd hij topscorer. Hij werd opgemerkt door scouts van FC Utrecht en tekende daar een contract.

### FC Utrecht
In Utrecht was Bachdim basiskracht in de A1 en speelde regelmatig wedstrijden voor Jong Utrecht. In de jeugdelftallen van FC Utrecht maakte Bachdim deel uit van een talentvolle lichting met onder meer Erik Pieters, André Krul, Ingmar Maayen en Nick Kuipers. Als 17-jarige jeugdspeler van Utrecht werd hij eveneens door Foppe de Haan opgeroepen voor het Indonesisch elftal onder de 23 jaar.
Tijdens het seizoen 2007/08 werd Bachdim door hoofdtrainer Willem van Hanegem bij de hoofdmacht gehaald. Op 17 februari 2008 maakte Bachdim zijn debuut voor FC Utrecht als basisspeler tijdens de thuiswedstrijd tegen het Limburgse VVV-Venlo. De wedstrijd eindigde uiteindelijk in een 1–4 nederlaag.
Voor het seizoen 2008/09 kwam Bachdim niet binnen de lijnen voor FC Utrecht, dat inmiddels onder leiding stond van Ton du Chatinier. Omdat Du Chatinier de voorkeur gaf aan aangekochte ervaren spelers boven de eigen clubtalenten, werd het contract van Bachdim niet verlengd. Op 2 juni 2009 werd via de officiële kanalen bekendgemaakt dat Bachdim als transfervrije speler de overstap maakte naar HFC Haarlem.

### HFC Haarlem
Voor het seizoen 2009/10 speelt Irfan Bachdim in de Eerste divisie voor HFC Haarlem, waar hij op amateurbasis uitkomt om een contract te verdienen. Zijn eerste doelpunt scoorde hij tegen FC Emmen, waarin hij bijdroeg aan de 4-0 overwinning. Hij speelde elke wedstrijd totdat HFC Haarlem halverwege het seizoen op 25 januari 2010 failliet verklaard werd, waarna de KNVB de club uit de competitie haalde.
Door het faillissement van Haarlem kwam hij snel weer zonder contract te zitten. Hij keerde vervolgens terug bij SV Argon; dit kon omdat hij bij Haarlem op amateurbasis speelde. Nadat hij op 11 maart in de wedstrijd tegen AFC kort mocht invallen, maakte hij op zondag 14 maart in zijn tweede invalbeurt zijn eerste doelpunt in dienst van Argon in de wedstrijd tegen Haaglandia. Na een korte periode bij zijn oude club SV Argon, vertrok hij naar Indonesië om tijdens zijn vakantie mee te spelen in een aantal benefietwedstrijden. De Duitse trainer Timo Scheunemann overtuigde Bachdim om te gaan voetballen voor Persema Malang, waar hij tekende voor één seizoen.

### Persema Malang

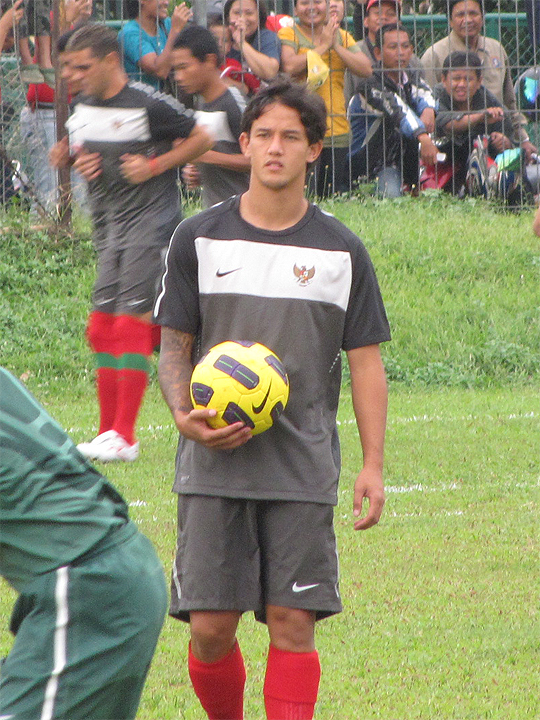
Irfan Bachdim namens Persema Malang in 2010.

Bachdim speelde sinds 2010 voor Persema Malang in de Super League. Hij maakte zijn debuut op 3 oktober tegen Bali United FC (3-2 verlies). Na 6 wedstrijden trokken diverse Super League-clubs zich massaal terug uit de competitie en werd de commerciële en onafhankelijke Liga Primer opgericht. Ondanks de chaos, was het seizoen 2010/11 voor Bachdim zeker niet onverdienstelijk: hij scoorde 10 goals in 24 gespeelde wedstrijden en hielp zijn ploeg aan de tweede plek in de hoogste voetbalcompetitie. Ondertussen kwam Irfam Bachdim ook met succes uit voor het Indonesisch elftal, met als resultaat dat hij in korte tijd uitgroeide tot een nationale ster, interessant werd voor grote A-merken en daarnaast faam verwierf door met het model Jennifer Kurniawan een showbizzkoppel te vormen.
In januari 2011 zette het KPSI Bachdim onder druk door hem te willen laten overstappen naar een club die nog wel speelde in de Super League, een competitie die erkend werd door de Aziatische voetbalbond. Hierbij werd gedreigd dat de voetballer anders niet meer zou mogen uitkomen voor het Indonesisch elftal. In tumultueuze tijden waarin het Indonesisch voetbal met de PSSI en de KPSI twee voetbalbonden kende en was vergeven van vreemde verwikkelingen en corruptie, besloot Bachdim zijn club liever trouw te blijven. Zijn club kwam in 2011/12 uit in de Liga Prima (van de PSSI), die ditmaals door de AFC werd aangewezen als officiële competitie waarin de clubs zich konden plaatsen voor de internationale toernooien.
Wanneer de competitie van de onofficiële voetbalbond KPSI plots weer leidend wordt, werd gepoogd om Bachdim in 2012 te verhuren aan stadsgenoot Arema FC, dat wel in de Super League uitkwam en versterking zocht voor de AFC Cup, maar door voetbalpolitieke toestanden zou hij daar niet in actie komen. Bachdim speelde het seizoen 2011/12 7 competitiewedstrijden voor Persema waarin hij 3 doelpunten maakte. Nadat hij acht maanden geen salaris had ontvangen van zijn club, werd hij volgens de FIFA-regels transfervrij. Hierop besloot Bachdim te vertrekken bij Persema Malang en zijn heil te zoeken buiten Indonesië: "Ik had geen keuze voor mijn vertrek. De competitie lag maanden stil en we kregen geen salaris. Ik hoop wel weer terug te keren naar Indonesië als alle problemen zijn opgelost." Hoewel Persema Malang zich versterkt had met de Kameroener Émile Mbamba, eindigden de Dua Singa op een achtste plaats, mede door de 3 punten aftrek die door de bond als disciplinaire straf was opgelegd.

### Chonburi FC
In januari 2013 tekende hij voor één jaar bij Chonburi FC uit Thailand. Hij speelde zijn eerste wedstrijd voor Chonburi op 2 maart 2013 tegen BEC Tero Sasana FC (2-2 gelijkspel), waarin hij eveneens scoorde. Na een interland voor Indonesië keerde hij terug bij zijn club met een hamstringblessure, waardoor hij een tijd niet mee kon spelen. Na zijn herstel volgde een reeks wedstrijden waarin hij op de bank gezet werd, vervolgens basisspeler was en daarna niet meer bij de selectie zat. Omdat Bachdim niet meer het vertrouwen van zijn trainer Witthaya Hloagune kreeg, werden zijn voetbalprestaties minder en werd hij tegen het einde van de transferperiode op de transferlijst geplaatst. Omdat alle teams in de Thai Premier League inmiddels voorzien waren van de beperkt aantal buitenlandse spelers, werd Bachdim door zijn werkgever van oktober tot december 2013 verhuurd aan Sriracha FC, een tweedeklasser. In 2014 vertrok hij naar Japan om te gaan spelen voor Ventforet Kofu.

### Ventforet Kofu
Hij maakt zijn debuut voor de club op 21 mei 2014 in de uitwedstrijd om de J-League Cup tegen Tokushima Vortis (1-4 winst). Bij Ventforet Kofu zou hij geen competitiewedstrijden spelen, maar wel twee bekerwedstrijden: één in de Emperor's Cup en één in de J-League Cup. Irfan Bachdim heeft naar eigen zeggen een jaar nodig gehad om te integreren in Japan. "Ik had aanpassingstijd nodig voor het voetbal en de cultuur in Japan, want haast niemand sprak Engels in Kofu", zo blikte Bachdim later terug. Zowel de Indonesische club Persipasi Bandung Raya als een Nederlandse club uit de Eerste divisie toonde belangstelling in Bachdim, maar hij verkoos een langer verblijf in Japan en tekende in december 2014 bij Hokkaido Consadole Sapporo.

### Consadole Sapporo
Vanaf het seizoen 2015 nam Hokkaido Consadole Sapporo hem over. Hier treft hij de Japanse voetbalvedetten Shinji Ono en Junichi Inamoto aan als teamgenoten. Op 3 mei 2015 maakte hij zijn officiële competitiedebuut in de J2 League in de thuiswedstrijd bij Júbilo Iwata (3-0 winst). Hij kwam na 82 minuten binnen de lijnen als vervanger van Nildo. Dit maakte van Bachdim de allereerste Indonesische voetballer die uitkwam in een officiële Japanse competitiewedstrijd. In zijn eerste seizoen, waarin de rol van Bachdim voornamelijk beperkt was tot bankzitter, eindigde Sapporo op een tiende plaats in de J2 League. Door een blessure in de seizoensvoorbereiding en een blessure halverwege het seizoen, speelde hij tijdens het seizoen 2015 slechts 6 competitiewedstrijden en 1 wedstrijd in de Emperor's Cup, waarin hij niet wist te scoren. In 2016 treft Bachdim bij Sapporo met Jonathan Reis nog een teamgenoot met een verleden in de Eredivisie. Na het doelpuntloze gelijkspel tegen Zweigen Kanazawa op 20 november won Consadole Sapporo de titel in de J2-League, waardoor het team van Bachdim promotie naar het hoogste niveau afdwong. Op 12 januari 2017 keerde Bachdim voor een transferbedrag van 1 miljard roepia terug naar Indonesië, om vervolgens te gaan spelen voor Bali United FC.

### Bali United
In 2017 tekent Bachdim bij Bali United FC, waardoor hij na 5 jaar terugkeert naar Indonesië. Na een aantal aangebrachte hervormingen en herorganisaties door de Indonesische voetbalbond, wordt er vanaf maart 2017 een nieuwe Liga 1 georganiseerd, waar naast de populaire Bachdim ook internationale spelers als Michael Essien, Mohamed Sissoko en Peter Odemwingie werden aangetrokken om het speelpeil van de nationale voetbalcompetitie te verbeteren. "In Indonesië is hij een held. Hij is hier net zo groot als Messi", aldus Hans-Peter Schaller, de Oostenrijkse coach van Bali. In Bali komt hij onder meer te spelen met Marcos Flores en de Nederlanders Sylvano Comvalius en Nick van der Velden.
In het kader van de Indonesische Presidentsbeker maakte Bachdim zijn officieuze debuut voor de Tridatu Krijgers. Met het verkregen rugnummer 10 speelde de aanwinst op 13 februari zeventig minuten mee tegen Borneo FC (0-0 gelijkspel). Irfan debuteerde officieel op 16 april in de 2-0 verloren competitiewedstrijd tegen Madura United FC. Zijn eerste competitiedoelpunt scoorde hij op 4 juni in de uitwedstrijd tegen Perseru Serui (1-3 winst). Het seizoen 2017 speelde Bachdim dertig competitiewedstrijden waarin hij negen doelpunten maakte en tien assists gaf. De titelstrijd was tot de laatste speeldag erg spannend. Na een gelijke stand tussen Bali United en naaste concurrent Bhayangkara FC met beiden 68 punten gaven de onderlinge resultaten de doorslag voor het kampioenschap in het voordeel van Bhayangkara. Met de tweede plaats wist Irfan Bachdim met Bali United zich wel te kwalificeren voor de voorronde van de AFC Champions League 2018.
Bachdim maakte zijn debuut in de Champions League op 16 januari 2018 in de wedstrijd van de eerste voorronde tegen de Singaporese club Tampines Rovers, welke met 3-1 werd gewonnen. In de tweede voorronde, verloor Bali United echter 2-1 van Chiangrai United uit Thailand en werd daardoor vroegtijdig uitgeschakeld in dit toernooi. Wel stroomde Bali United door naar de groepsfase van de AFC Cup 2018, maar Bachdim miste de eerste AFC Cup-wedstrijd omdat hij geblesseerd raakte in de voorafgaande kwalificatiewedstrijd tegen Chiangrai United. Bachdim keerde terug voor de finale van de Piala Presiden tegen Persija Jakarta en een reeks competitiewedstrijden in april, maar hij bleef sukkelen met zijn rechterenkel en moest daarom soms ook een aantal wedstrijden overslaan. Op de negende speeldag in de wedstrijd tegen Arema FC schoot de pijn er opnieuw in bij Bachdim en werd hij in de 85ste minuut naar de kant gehaald, maar leek een terugkeer na een relatief kort herstel mogelijk. Nadat hij op de training van 24 juli 2018 in aanraking kwam met zijn teamgenoot Mahamadou N'Diaye raakte Bachdim alsnog geblesseerd aan zijn rechterenkel, waardoor hij hinkend het veld moest verlaten en een groot deel van de tweede competitiehelft in Indonesië aan zich voorbij moest laten gaan. In september maakte hij weer voorzichtig speelminuten en op 20 oktober speelde hij weer de volle 90 minuten in de wedstrijd tegen Arema, waarin hij eveneens eenmaal scoorde. Bachdim speelde uiteindelijk achttien competitiewedstrijden in het seizoen 2018, waarin Bali United elfde werd.
Op 1 februari 2019 speelde Bachdim zijn eerste bekerwedstrijd voor Bali, waarin hij in de zestiende finales van de Indonesische voetbalbeker eveneens tot scoren kwam tegen Blitar United FC (4-0 winst). Met zijn club werd Bachdim in 2019 landskampioen. Na het succesvolle seizoen vertrok Bachdim in januari 2020 bij Bali United en vervolgde zijn loopbaan bij PSS Sleman.

### PSS Sleman en Persis Solo
Bachdim maakte op 1 maart 2020 zijn debuut voor PSS Sleman in de uitwedstrijd tegen PSM Makassar (2-1 verlies), waarin hij de volledige wedstrijd meedeed. In november 2021 ging hij naar Persis Solo dat uitkomt in de Liga 2.

## Interlandcarrière

### Indonesië

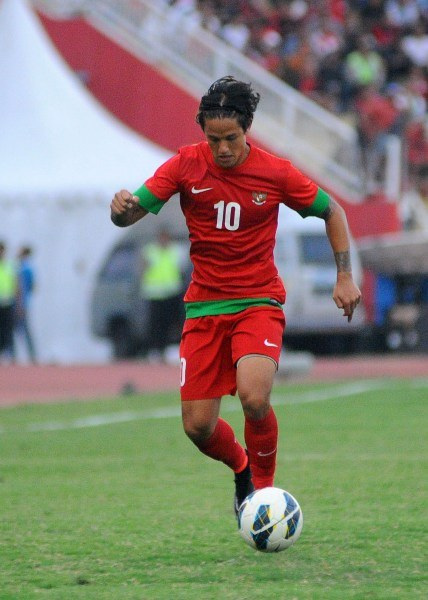
Irfan namens Indonesië in 2014.

Omdat de middenvelder een dubbel paspoort heeft, kon hij uitkomen voor zowel Nederland als Indonesië. Toen het Indonesisch voetbalelftal onder 23 in Nederland een trainingskamp hield, werd hij opgeroepen door bondscoach Foppe de Haan en speelde hij een aantal wedstrijden mee. Hij raakte echter geblesseerd, een week voor het team naar de Aziatische Spelen 2006 vertrok. In december 2010 debuteerde hij voor Indonesië in een interland tegen Maleisië. De wedstrijd werd met 5–1 gewonnen; Bachdim was een van de doelpuntenmakers.
In juni 2015 werd Indonesië door de FIFA uitgesloten voor het spelen van internationale wedstrijden vanwege de ontoelaatbare politieke inmenging bij de nationale voetbalbond (PSSI). In mei 2016 werd de schorsing van Indonesië opgeheven, waarna ook Bachdim weer opgeroepen werd. Bij zijn terugkeer in het nationale team werd hij dankzij een doelpunt en een voorzet in de 3-0 gewonnen interland tegen Maleisië geroemd tot Man van de wedstrijd. Na een verkeerde tackle van zijn teamgenoot Hansamu Yama op een training van het Indonesisch team, brak Bachdim op woensdag 16 november zijn kuitbeen. Hij miste daardoor het Zuidoost-Aziatisch kampioenschap 2016 in Myanmar en de Filipijnen.
Naast de officiële interlands, speelde Bachdim eveneens officieuze wedstrijden met Indonesië. Het betreft tientallen wedstrijden van het Indonesisch voetbalelftal tegen clubteams, regionale selecties en wedstrijden die om allerlei redenen niet als officiële interland tellen volgens de FIFA.
| Interlands van Irfan Bachdim voor Indonesië | Interlands van Irfan Bachdim voor Indonesië | Interlands van Irfan Bachdim voor Indonesië | Interlands van Irfan Bachdim voor Indonesië | Interlands van Irfan Bachdim voor Indonesië | Interlands van Irfan Bachdim voor Indonesië |
| №                                           | Datum                                       | Wedstrijd                                   | Uitslag                                     | Type                                        | Doelpunten                                  |
| Als speler bij Persema Malang               | Als speler bij Persema Malang               | Als speler bij Persema Malang               | Als speler bij Persema Malang               | Als speler bij Persema Malang               | Als speler bij Persema Malang               |
| ------------------------------------------- | ------------------------------------------- | ------------------------------------------- | ------------------------------------------- | ------------------------------------------- | ------------------------------------------- |
| 1.                                          | 21 november 2010                            | Indonesië – Oost-Timor                      | 6 – 0                                       | Vriendschappelijk                           |                                             |
| 2.                                          | 24 november 2010                            | Indonesië – Chinees Taipei                  | 2 – 0                                       | Vriendschappelijk                           |                                             |
| 3.                                          | 1 december 2010                             | Indonesië – Maleisië                        | 5 – 1                                       | Zuidoost-Aziatisch kampioenschap 2010       | 90+4'                                       |
| 4.                                          | 4 december 2010                             | Indonesië – Laos                            | 6 – 0                                       | Zuidoost-Aziatisch kampioenschap 2010       | 63'                                         |
| 5.                                          | 7 december 2010                             | Indonesië – Thailand                        | 2 – 1                                       | Zuidoost-Aziatisch kampioenschap 2010       |                                             |
| 6.                                          | 16 december 2010                            | Filipijnen – Indonesië                      | 0 – 1                                       | Zuidoost-Aziatisch kampioenschap 2010       |                                             |
| 7.                                          | 26 december 2010                            | Maleisië – Indonesië                        | 3 – 0                                       | Zuidoost-Aziatisch kampioenschap 2010       |                                             |
| 8.                                          | 29 december 2010                            | Indonesië – Maleisië                        | 2 – 1                                       | Zuidoost-Aziatisch kampioenschap 2010       |                                             |
| 9.                                          | 22 augustus 2011                            | Indonesië – Palestina                       | 4 – 1                                       | Vriendschappelijk                           |                                             |
| 10.                                         | 27 augustus 2011                            | Jordanië – Indonesië                        | 1 – 0                                       | Vriendschappelijk                           |                                             |
| 11.                                         | 2 september 2011                            | Iran – Indonesië                            | 3 – 0                                       | Kwalificatie WK 2014                        |                                             |
| 12.                                         | 7 oktober 2011                              | Indonesië – Saoedi-Arabië                   | 0 – 0                                       | Vriendschappelijk                           |                                             |
| 13.                                         | 29 februari 2012                            | Bahrein – Indonesië                         | 10 – 0                                      | Kwalificatie WK 2014                        |                                             |
| 14.                                         | 5 juni 2012                                 | Filipijnen – Indonesië                      | 2 – 2                                       | Vriendschappelijk                           | 61'                                         |
| 15.                                         | 10 september 2012                           | Indonesië – Noord-Korea                     | 0 – 2                                       | SCTV Cup                                    |                                             |
| 16.                                         | 15 september 2012                           | Indonesië – Vietnam                         | 0 – 0                                       | Vriendschappelijk                           |                                             |
| 17.                                         | 26 september 2012                           | Indonesië – Brunei                          | 5 – 0                                       | Vriendschappelijk                           | 23' 49' 72'                                 |
| 18.                                         | 16 oktober 2012                             | Vietnam – Indonesië                         | 0 – 0                                       | Vriendschappelijk                           |                                             |
| 19.                                         | 25 november 2012                            | Indonesië – Laos                            | 2 – 2                                       | Zuidoost-Aziatisch kampioenschap 2012       |                                             |
| 20.                                         | 28 november 2012                            | Indonesië – Singapore                       | 1 – 0                                       | Zuidoost-Aziatisch kampioenschap 2012       |                                             |
| 21.                                         | 1 december 2012                             | Maleisië – Indonesië                        | 2 – 0                                       | Zuidoost-Aziatisch kampioenschap 2012       |                                             |
| Als speler bij Chonburi FC                  |                                             |                                             |                                             |                                             |                                             |
| 22.                                         | 6 februari 2013                             | Irak – Indonesië                            | 1 – 0                                       | Kwalificatie AK 2015                        |                                             |
| 23.                                         | 23 maart 2013                               | Indonesië – Saoedi-Arabië                   | 1 – 2                                       | Kwalificatie AK 2015                        |                                             |
| Als speler bij Ventforet Kofu               |                                             |                                             |                                             |                                             |                                             |
| 24.                                         | 14 juli 2014                                | Qatar – Indonesië                           | 2 – 2                                       | Vriendschappelijk                           | 90+3'                                       |
| 25.                                         | 9 september 2014                            | Indonesië – Jemen                           | 0 – 0                                       | Vriendschappelijk                           |                                             |
| 26.                                         | 14 september 2014                           | Indonesië – Maleisië                        | 2 – 0                                       | Vriendschappelijk                           |                                             |
| Als speler bij Consadole Sapporo            |                                             |                                             |                                             |                                             |                                             |
| 27.                                         | 6 september 2016                            | Indonesië – Maleisië                        | 3 – 0                                       | Vriendschappelijk                           | 11'                                         |
| 28.                                         | 9 oktober 2016                              | Indonesië – Vietnam                         | 2 – 2                                       | Vriendschappelijk                           | 28'                                         |
| 29.                                         | 8 november 2016                             | Vietnam – Indonesië                         | 3 – 2                                       | Vriendschappelijk                           | 52'                                         |
| Als speler bij Bali United FC               |                                             |                                             |                                             |                                             |                                             |
| 30.                                         | 8 juni 2017                                 | Cambodja – Indonesië                        | 2 – 0                                       | Vriendschappelijk                           | 26'                                         |
| 31.                                         | 13 juni 2017                                | Puerto Rico – Indonesië                     | 0 – 0                                       | Vriendschappelijk                           |                                             |
| 32.                                         | 2 september 2017                            | Indonesië – Fiji                            | 0 – 0                                       | Vriendschappelijk                           |                                             |
| 33.                                         | 11 juni 2019                                | Jordanië – Indonesië                        | 4 – 1                                       | Vriendschappelijk                           |                                             |
| 34.                                         | 15 juni 2019                                | Indonesië – Vanuatu                         | 6 – 0                                       | Vriendschappelijk                           |                                             |
| 35.                                         | 10 september 2019                           | Indonesië – Thailand                        | 0 – 3                                       | Kwalificatie WK 2022                        |                                             |
| 36.                                         | 10 oktober 2019                             | Verenigde Arabische Emiraten – Indonesië    | 5 – 0                                       | Kwalificatie WK 2022                        |                                             |
| 37.                                         | 15 oktober 2019                             | Vietnam – Indonesië                         | 3 – 1                                       | Kwalificatie WK 2022                        |                                             |

## Statistieken
| Seizoen         | Club              | Competitie             | Competitie | Competitie | Beker | Beker | Internationaal | Internationaal | Totaal | Totaal |
| Seizoen         | Club              | Competitie             | Wed.       | Dlp.       | Wed.  | Dlp.  | Wed.           | Dlp.           | Wed.   | Dlp.   |
| --------------- | ----------------- | ---------------------- | ---------- | ---------- | ----- | ----- | -------------- | -------------- | ------ | ------ |
| 2008/09         | FC Utrecht        | Eredivisie             | 1          | 0          | 0     | 0     | –              | –              | 1      | 0      |
| 2009/10         | HFC Haarlem       | Eerste divisie         | 19         | 2          | 0     | 0     | –              | –              | 19     | 2      |
| 2010/11         | Persema Malang    | Super League           | 6          | 0          | 0     | 0     | –              | –              | 6      | 0      |
| 2010/11         | Persema Malang    | Liga Primer            | 18         | 10         | 0     | 0     | –              | –              | 18     | 10     |
| 2011/12         | Persema Malang    | Liga Prima             | 7          | 3          | 2     | 0     | –              | –              | 9      | 3      |
| 2013            | Chonburi FC       | Thai Premier League    | 9          | 2          | 0     | 0     | –              | –              | 9      | 2      |
| 2013            | → Sriracha FC     | Thai Division 1 League | 11         | 3          | 0     | 0     | –              | –              | 11     | 3      |
| 2014            | Ventforet Kofu    | J1 League              | 0          | 0          | 2     | 0     | –              | –              | 2      | 0      |
| 2015            | Consadole Sapporo | J2 League              | 6          | 0          | 1     | 0     | –              | –              | 7      | 0      |
| 2016            | Consadole Sapporo | J2 League              | 1          | 0          | 0     | 0     | –              | –              | 1      | 0      |
| 2017            | Bali United FC    | Liga 1                 | 30         | 9          | –     | –     | –              | –              | 30     | 9      |
| 2018            | Bali United FC    | Liga 1                 | 18         | 1          | 1     | 0     | 6              | 0              | 25     | 1      |
| 2019            | Bali United FC    | Liga 1                 | 18         | 3          | 5     | 1     | –              | –              | 23     | 4      |
| 2020            | PSS Sleman        | Liga 1                 | 2          | 0          | 0     | 0     | –              | –              | 2      | 0      |
| Carrière totaal | Carrière totaal   | Carrière totaal        | 140        | 33         | 11    | 1     | 6              | 0              | 156    | 36     |

Bijgewerkt t/m 9 maart 2020.

## Erelijst
- J2 League: 2016 (Consadole Sapporo)
- Liga 1: 2019 (Bali United FC)

## Persoonlijk
Irfan Bachdim komt uit een voetbalfamilie, zijn grootvader Ali Bachdim voetbalde in Indonesië bij Persema Malang en PSAD Jakarta en zijn vader Noval speelde in de jaren 80 voor PS Aube Lawang. Op 8 juli 2011 huwde Bachdim — na een relatie van vijf jaar — in Duitsland met het Duits-Indonesische model Jennifer Kurniawan, de zus van zijn ploeggenoot bij Persema Malang Kim Jeffrey Kurniawan. Hij wordt in de pers ook wel beschreven als De Indonesische David Beckham.

## Trivia
Sinds 2010 is hij de meest gevolgde Nederlander op Twitter. In 2011 won Bachdim bij de Indonesische variant van de Kids' Choice Awards de prijs voor beste atleet.